# Højsten Bautasten
Højsten Bautasten est le nom d'un menhir situé près de Østermarie, commune de l'île de Bornholm, au Danemark.

## Situation
Le monolithe se dresse dans un champ de la localité d'Åløse, à proximité des rues Risenholmsvej et Åløsevej, à environ quatre kilomètres à l'ouest d'Østermarie.